# Dansk Fysisk Selskab
 Der er for få eller ingen kildehenvisninger i denne artikel, hvilket er et problem. Du kan hjælpe ved at angive troværdige kilder til de påstande, som fremføres i artiklen.

Dansk Fysisk Selskab (DFS) samler fysikerne i Danmarks for at fremme deres interesser indenfor forskning, arbejdsmarked, uddannelse og kulturidentitet i ind- og udland.
Som medlem af Danske Fysiske Selskab modtager du vores medlemsblad, KVANT, samt magasinet EUROPHYSICSNEWS med posten.
En del af dit kontingent går til at støtte ildsjæle, der arbejder for at gøre en forskel for fysikere og du har mulighed for at deltage i årsmødet til kostpris.